# 北徐州
北徐州（ほくじょしゅう）は、中国にかつて存在した州。東晋から南北朝時代にかけて、現在の江蘇省・安徽省・山東省の各地に設置され、王朝によってその管轄地域は変遷した。

## 六朝系北徐州
411年（義熙7年）、東晋により徐州の淮北の地が分離されて北徐州が設置された。州治は彭城県に置かれた。
421年（永初2年）、南朝宋により北徐州は徐州と改められた。473年（元徽元年）、北徐州が再び置かれた。州治は鍾離郡に置かれた。
南朝斉のとき、北徐州は鍾離郡・馬頭郡・済陰郡・新昌郡・沛郡の5郡を管轄した。
549年（武定7年）、侯景の乱の混乱に乗じて、東魏が南朝梁の北徐州を奪い、楚州と改称した。

## 北朝系北徐州
529年（永安2年）、北魏により北徐州が置かれた。北徐州は東泰山郡・琅邪郡の2郡を管轄した。
北周のとき、北徐州は沂州と改められた。